# QUICKLY
『QUICKLY』（クイックリー）日本のバンド・ノーナ・リーヴスによるインディース2枚目のスタジオ・アルバムである。1997年8月25日にUNDER FLOWER RECORDSより発売された。

## 概要
前作「SIDECAR」から約8ヶ月ぶりのアルバム。
2004年8月25日にはCRYSTAL CITYから再発売された。また、2014年1月29日には「20世紀のノーナ・リーヴス」シリーズの一環として前作「SIDECAR」と共にリマスタリングを施し、ボーナストラックを追加したSHM-CD・紙ジャケット仕様のリイシュー盤として再発売された。
西寺が前作の印税で購入したギブソンのアコースティックギターがふんだんに使用されており、ダンサブルであった前作よりもフォーキーな仕上がりとなっている。

## 収録内容
| 全作詞: 西寺郷太。 |                                                 |           |                    |      |
| #                  | タイトル                                        | 作詞      | 作曲               | 時間 |
| 1.                 | 「The News From Erimatigahnahoronica」          | 西寺郷太  | 西寺郷太           | 1:41 |
| 2.                 | 「Useless」                                     | 西寺郷太  | 西寺郷太・奥田健介 | 3:22 |
| 3.                 | 「Put a little love in your heart (Parts 1&2)」 | 西寺郷太  | 西寺郷太・奥田健介 | 5:18 |
| 4.                 | 「Sweet Giants」                                | 西寺郷太  | 西寺郷太           | 2:44 |
| 5.                 | 「Motorman」                                    | 西寺郷太  | 奥田健介・西寺郷太 | 4:04 |
| 6.                 | 「Wildlife」                                    | 西寺郷太  | 西寺郷太           | 3:57 |
| 7.                 | 「Jump Book (Intro Jam)」                       | 西寺郷太  | 西寺郷太           | 1:52 |
| 8.                 | 「Mr. Hoy Tribute」                             | 西寺郷太  | 西寺郷太・師岡忍   | 2:25 |
| 9.                 | 「Quickly」                                     | 西寺郷太  | 西寺郷太・奥田健介 | 3:24 |
| 10.                | 「Interlude: Mexico City」                      | 西寺郷太  | 西寺郷太           | 1:05 |
| 11.                | 「Mellowpam」                                   | 西寺郷太  | 西寺郷太・奥田健介 | 5:04 |
| 12.                | 「Underground」                                 | 西寺郷太  | 西寺郷太           | 4:50 |
| 合計時間:          | 合計時間:                                       | 合計時間: | 39:46              |      |

| 全作詞: 西寺郷太。 |                                                             |           |                    |      |
| #                  | タイトル                                                    | 作詞      | 作曲               | 時間 |
| 1.                 | 「Wildlife」(Demo)                                          | 西寺郷太  | 西寺郷太           | 4:06 |
| 2.                 | 「Baby Highway」                                            | 西寺郷太  | 西寺郷太           | 1:05 |
| 3.                 | 「The Ballad of Spoochy a.k.a (My Girl, You Make Me) Blue」 | 西寺郷太  | 西寺郷太           | 2:14 |
| 4.                 | 「Andy Get Your Gun」                                       | 西寺郷太  | 西寺郷太           | 2:52 |
| 5.                 | 「Combat」                                                  | 西寺郷太  | 西寺郷太           | 2:15 |
| 6.                 | 「Silver Beetles “Hippy Christmas #1 (Demo)”」              | 西寺郷太  | 西寺郷太           | 1:13 |
| 7.                 | 「Hippy Christmas “Hippy Christmas #2 (Demo)”」             | 西寺郷太  | 西寺郷太・奥田健介 | 2:42 |
| 8.                 | 「Eurobeat」                                                | 西寺郷太  | 西寺郷太           | 2:48 |
| 合計時間:          | 合計時間:                                                   | 合計時間: | 19:15              |      |